# Citroengele honingklaver
De citroengele honingklaver (Melilotus officinalis), ook vaak akkerhoningklaver genoemd, is een tweejarige- of meerjarige plant uit de vlinderbloemenfamilie (Leguminosae). De plant komt van nature voor in Zuid-Europa, maar is tegenwoordig overal verspreid. Het is een slanke, onbehaarde plant die overvloedig voorkomt langs wegen en op bouwland. Ook komt de soort in de duinen voor. De plant wordt 30-150 cm hoog en bloeit van juli tot oktober.

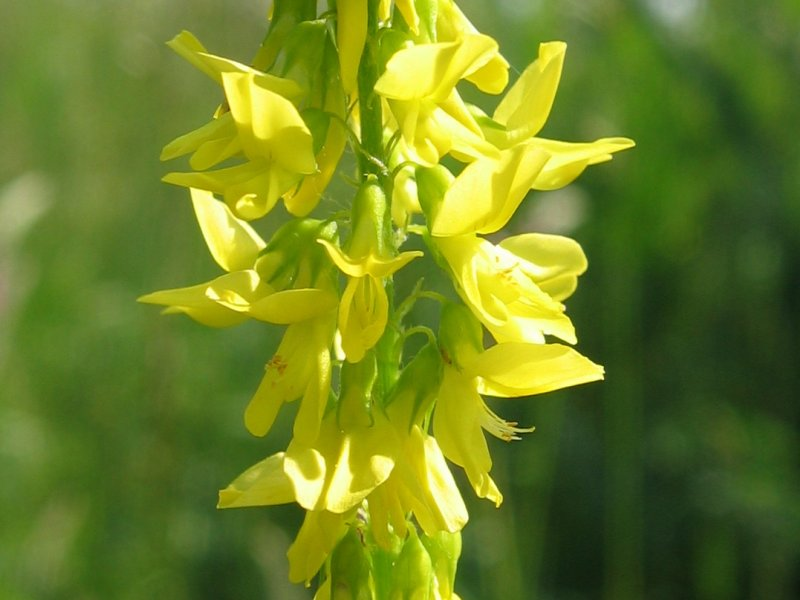
Bloemen

De bloem is lichtgeel van kleur en ongeveer 5 mm lang. De bloemen vormen losse trossen van minimaal 5 cm lang. De kiel is bij deze bloem korter dan de zwaarden en de vlag.
Het blad is drietallig en elk deelblaadje is ovaal of eirond en sterk getand.

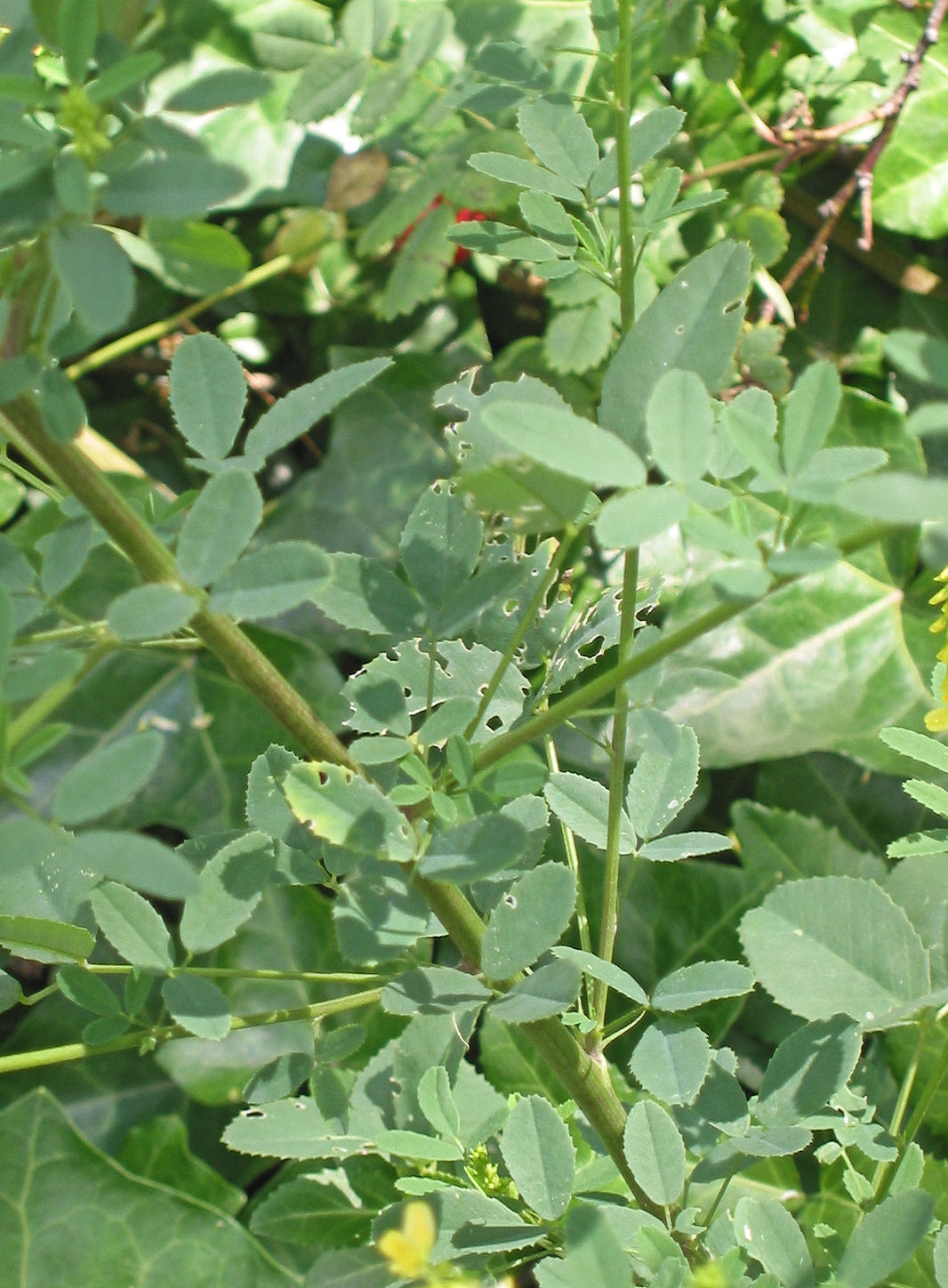
Blad

De plant draagt een bruine, eivormige, kale peul van 3-5 mm lengte met meestal één zaadje.